# Spanischer Garten

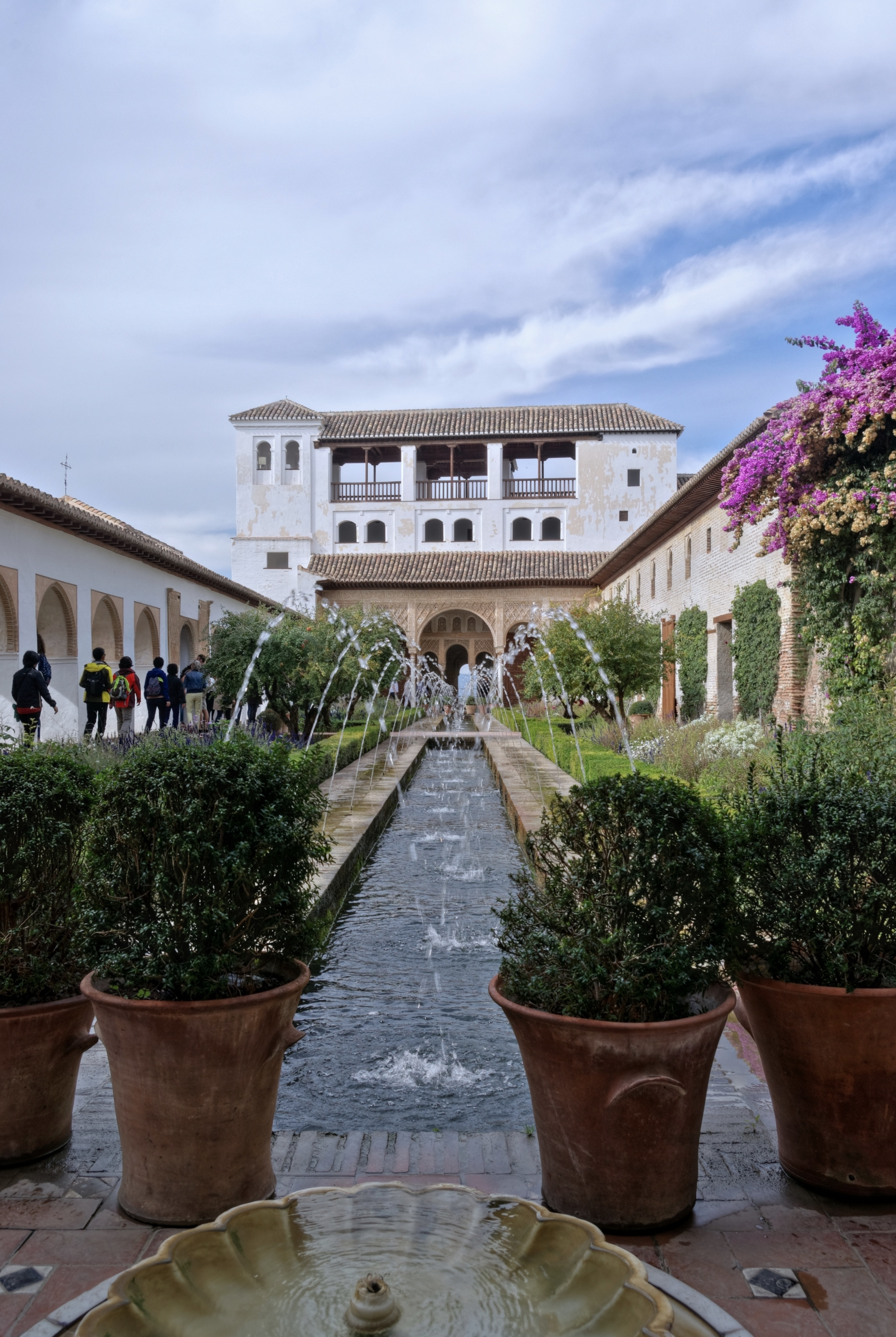
Patio de la Acequia (Hof des Wasserkanals) im Generalife in Granada

Spanischer Garten ist ein Gartengestaltungsstil, in dem Elemente des persischen und maurischen Gartens der Al-Andalus-Zeit auf der Iberischen Halbinsel inkorporiert werden. Er ist symmetrisch mit einem langen Wasserkanal und einem zentralen Bassin als zentraler Achse und wird meist von Obstbäumen und duftenden Sträuchern flankiert.
Charakteristisch sind seine Kühle und Feuchtigkeit und der Duft seiner Blumen, Sträucher und Bäume. Der Gartentyp ist einem heißen Klima angepasst, das Wasser stellt sein primäres Element dar. Bauliche Besonderheiten sind unter anderem schattenspendende Arkaden sowie die systematische Verwendung von Keramik als dekorativem Element (vgl. Islamische Keramik). 
Typische Beispiele spanischer Gartenkunst sind die Gärten des Königlichen Alcázar, der Maria Luisa Park in Sevilla und die Gärten der Alhambra in Granada (siehe Hauptartikel Generalife). 
Der Komponist Manuel de Falla hat den spanischen Gärten eine Komposition gewidmet (siehe Noches en los jardines de España).

## Galerie

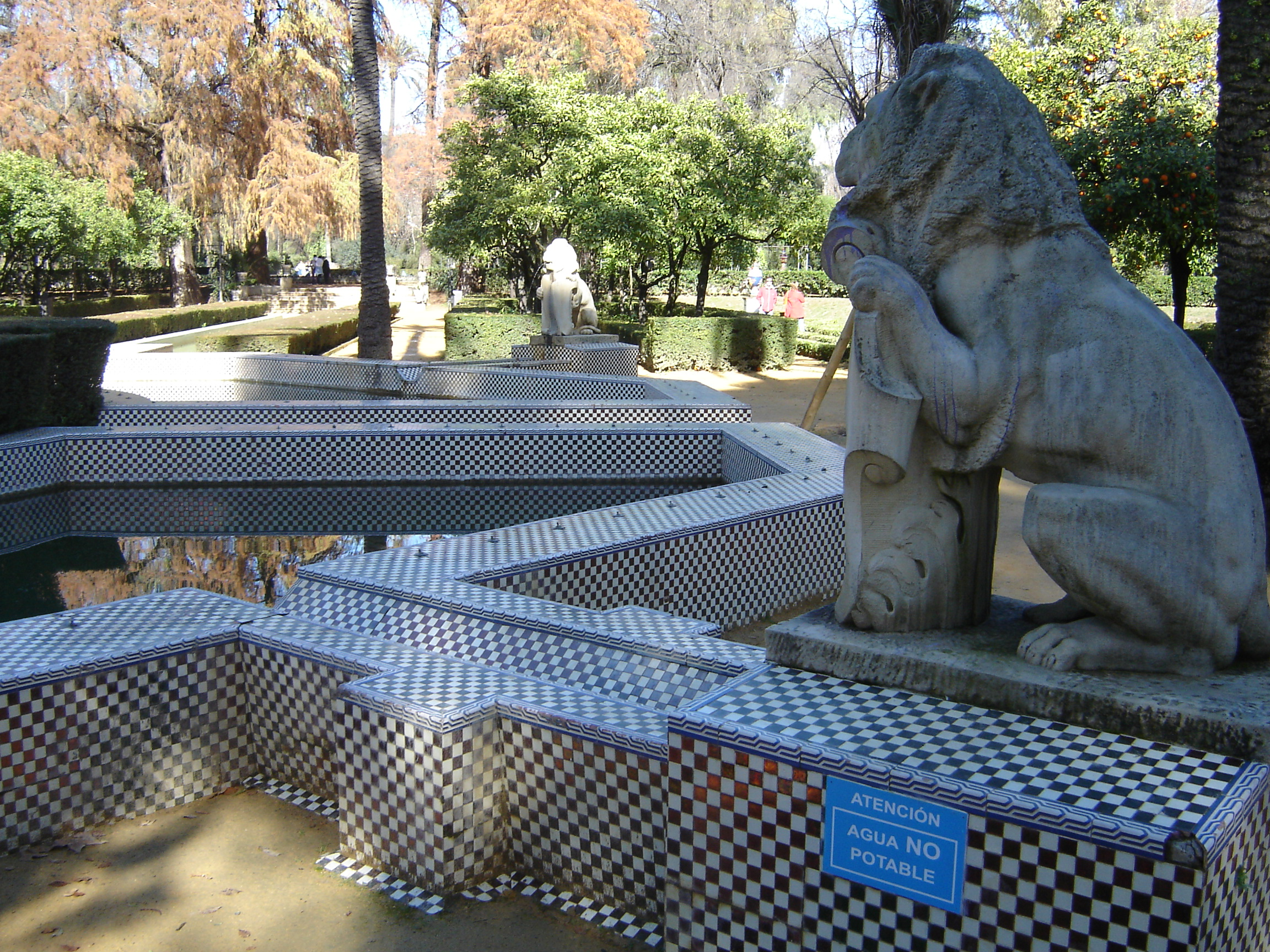
Parque de Mª Luísa de Sevilla
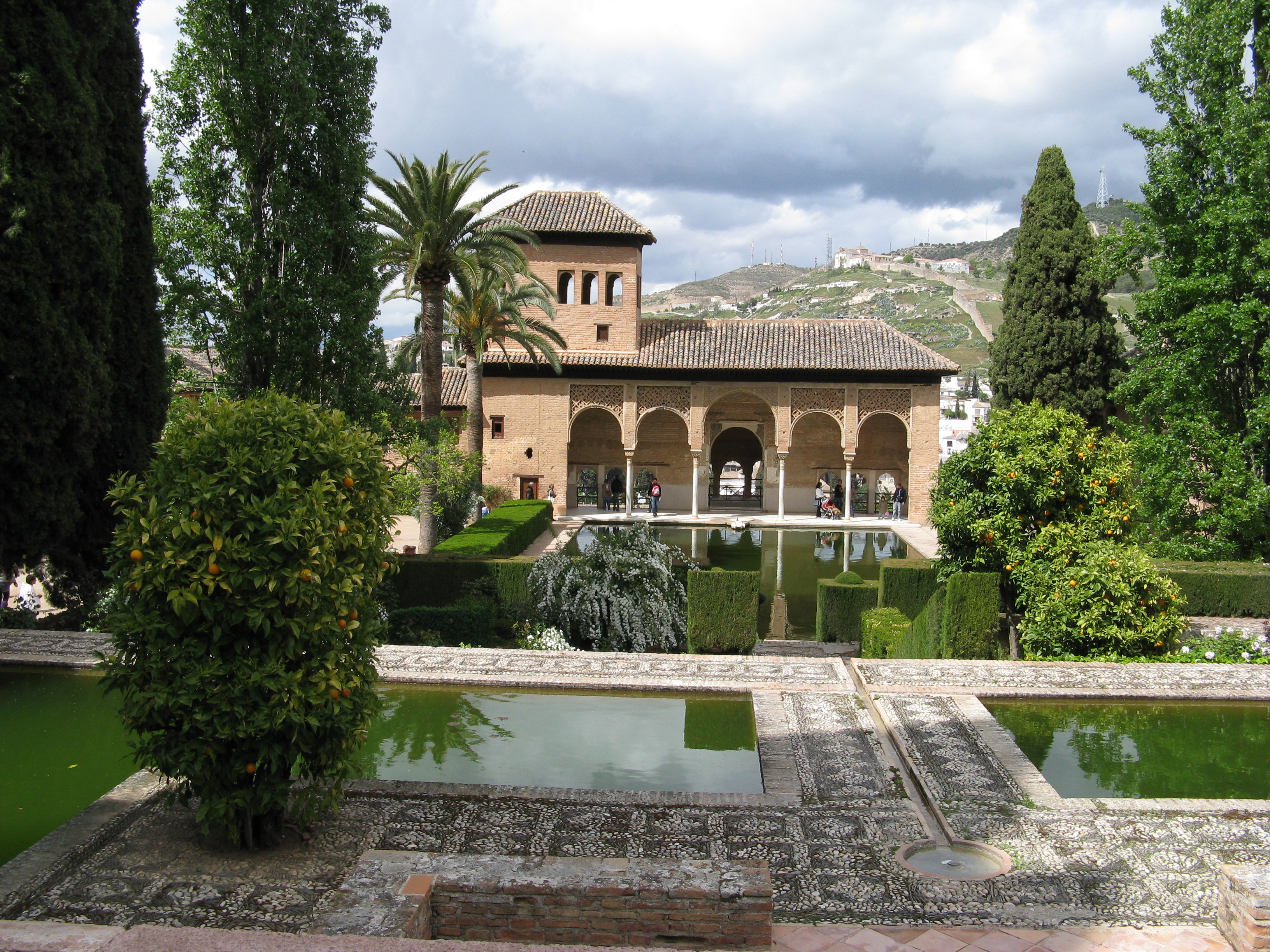
Jardín de la Alhambra
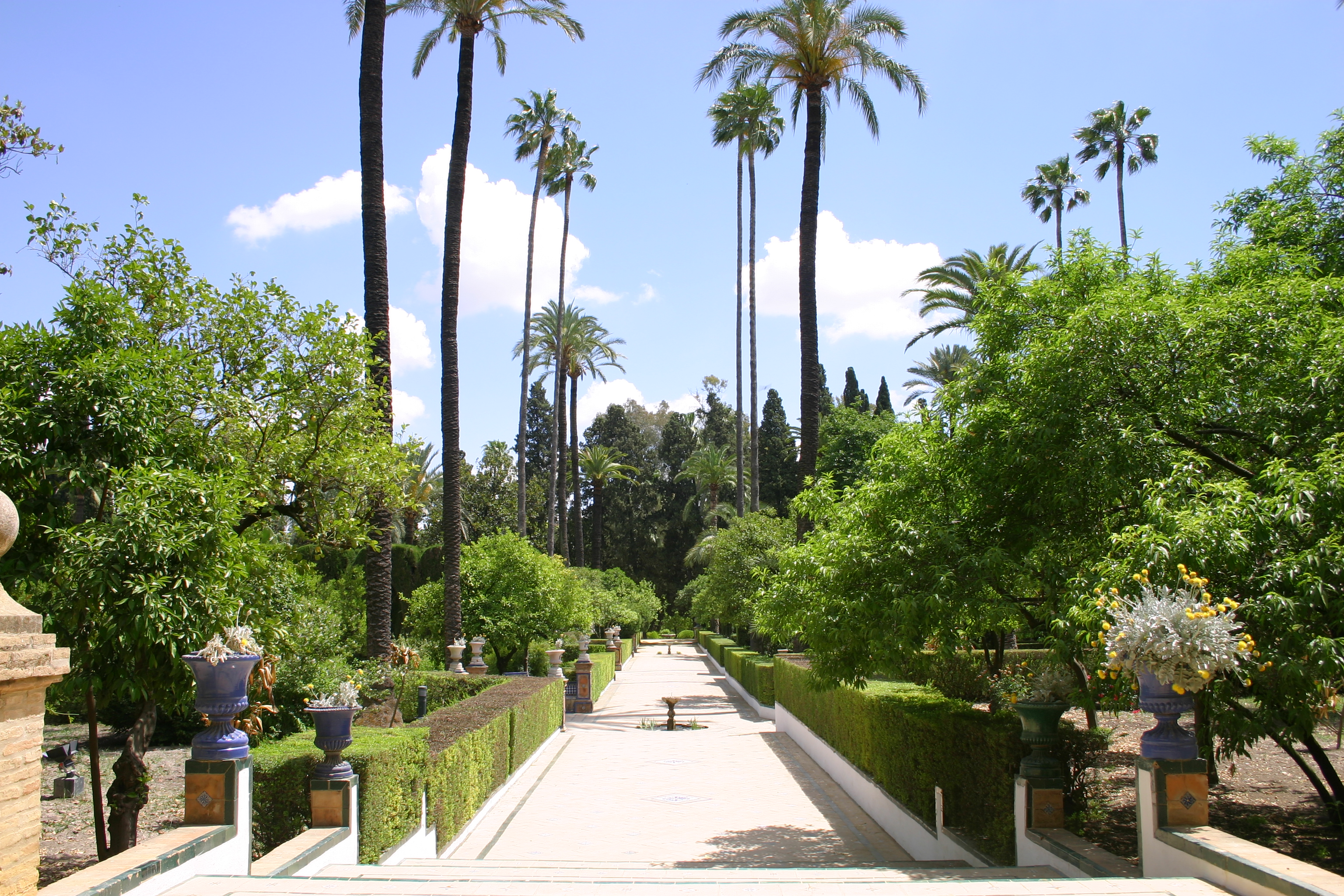
Jardín del Alcázar de Sevilla
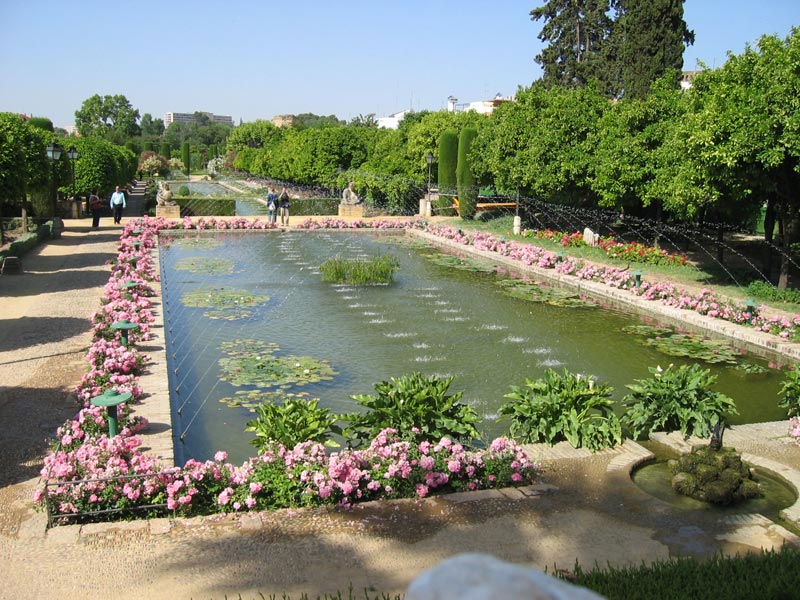
Jardín del Alcázar de Córdoba
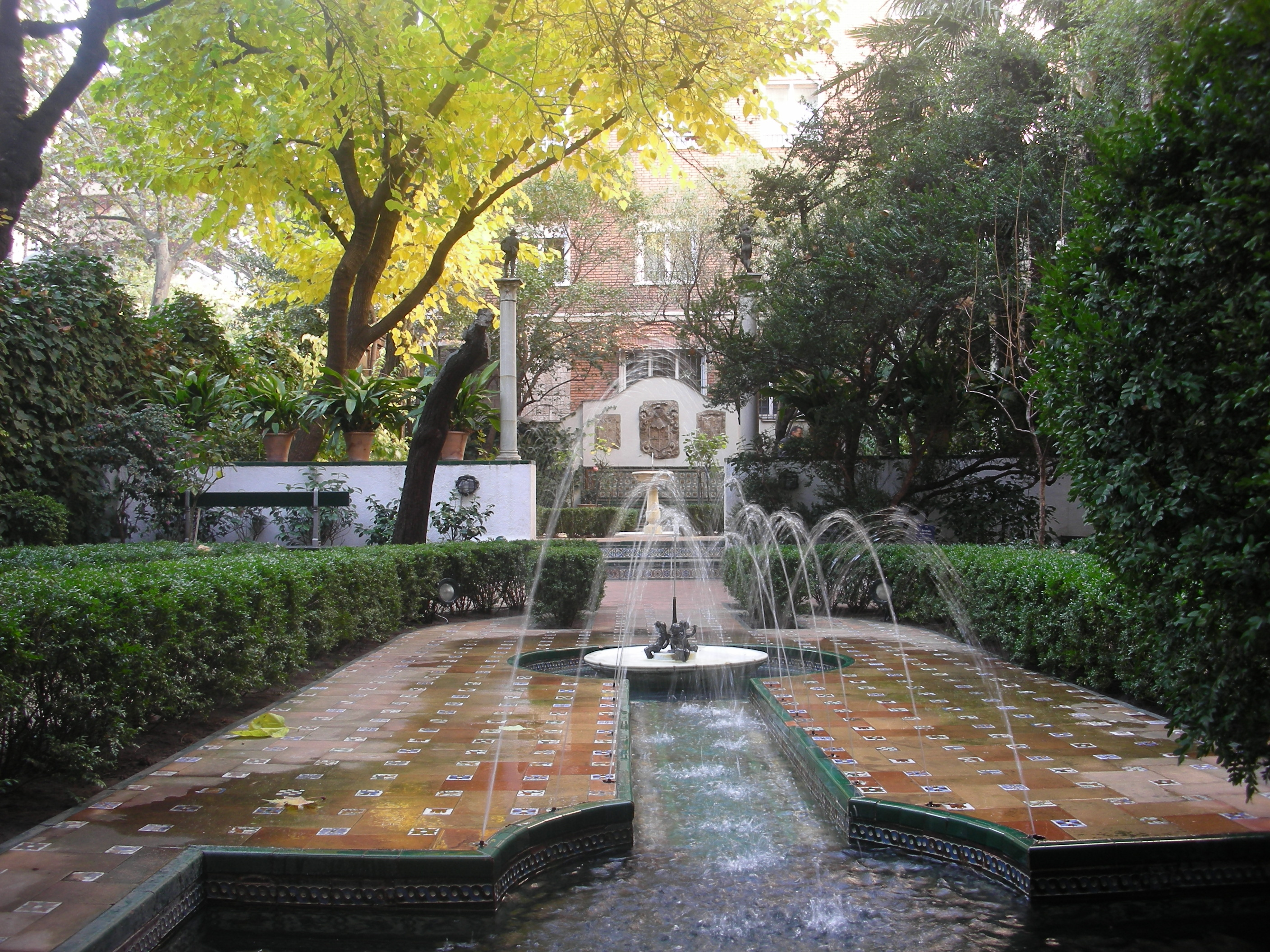
Jardín del Museo Sorolla de Madrid
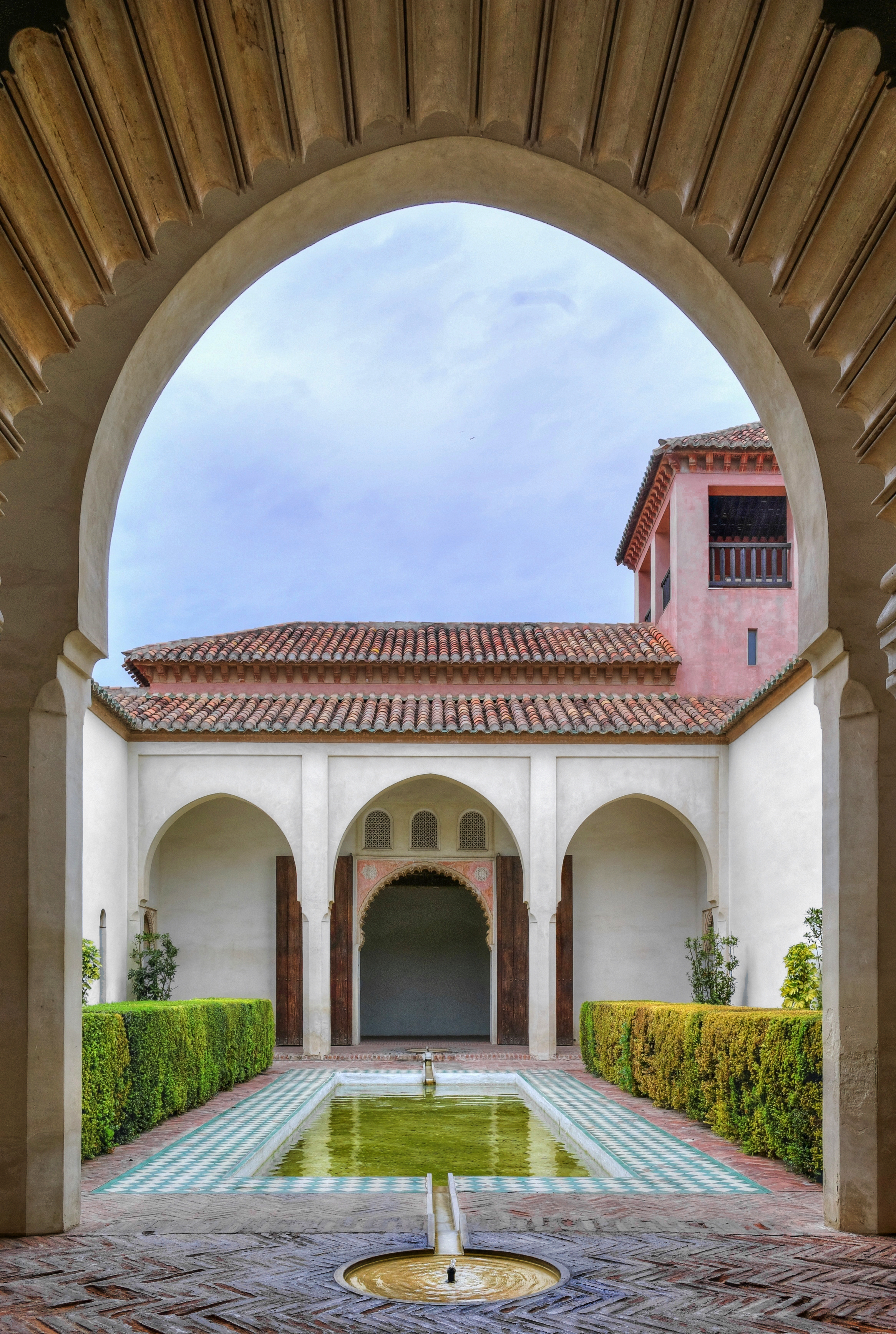
Jardín de la Alcazaba de Málaga
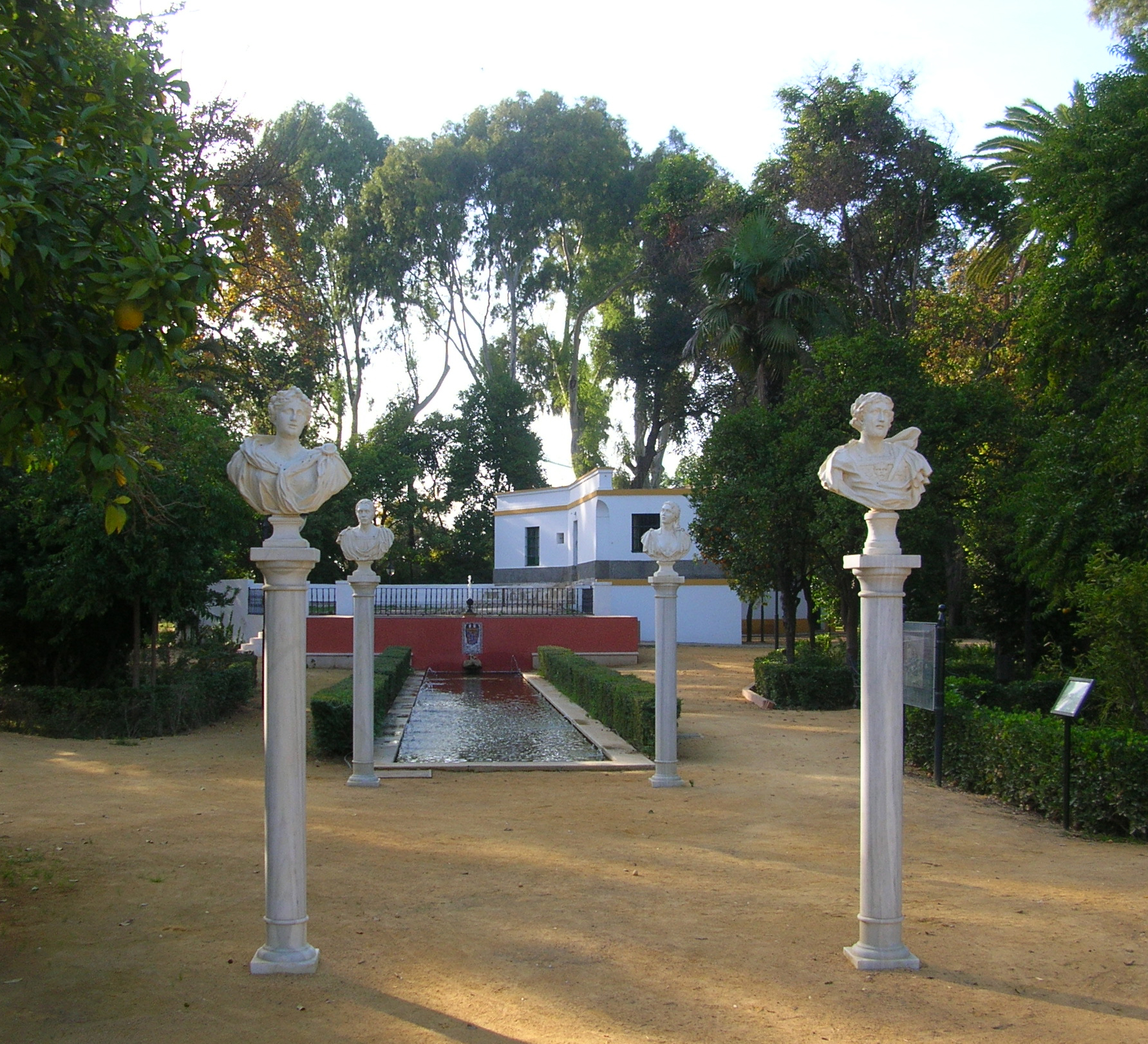
Jardines de las Delicias de Sevilla
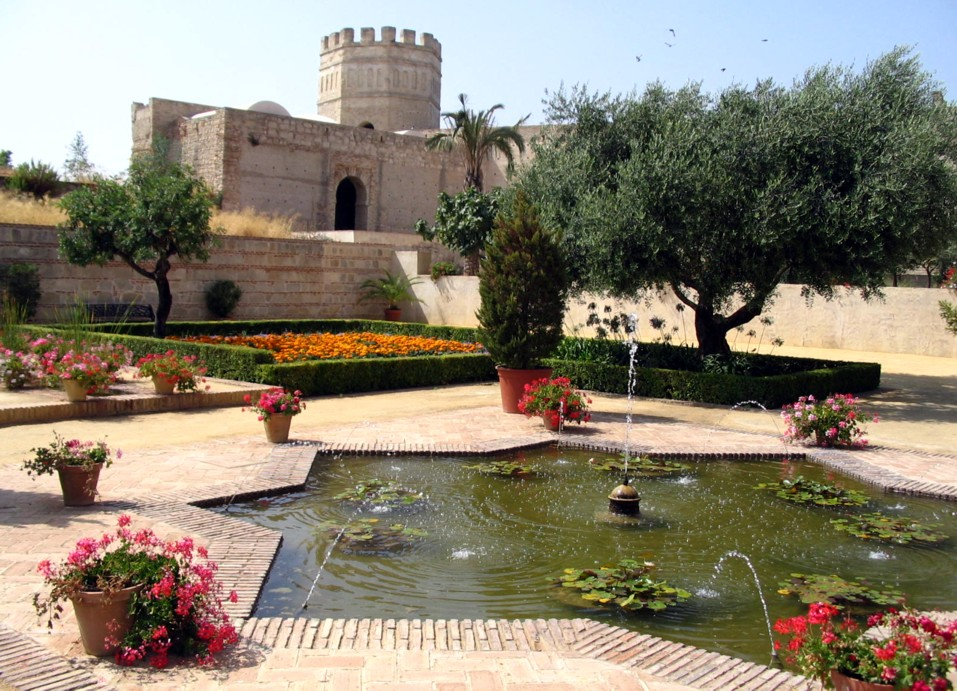
Jardín del Alcázar de Jerez